# Los Angeles Aztecs
Los Angeles Aztecs fueron un equipo de la North American Soccer League de Los Ángeles, California propiedad en parte de Elton John. Ganaron la Soccer Bowl en 1974. George Best jugó en los Aztecs desde 1976 a 1978, y Johan Cruyff en 1979. Incluso dos mexicanos, Javier Aguirre y Agustín Manzo en la temporada 1979-1980. El reconocido entrenador neerlandés Rinus Michels llegó a dirigir al conjunto angelino.
El equipo atrajo a menos espectadores que Los Angeles Galaxy de MLS, con una media de 24 000.

## Historia
Los Aztecs son recordados por su éxito desigual y algunas veces se los compara con el New York Cosmos como el Cosmos de la Costa Oeste. Sin embargo, no lo hicieron tan bien como el Cosmos, o incluso los Seattle Sounders, que fueron consistentemente los líderes de asistencia entre los equipos de NASL del Oeste. Ganaron el Campeonato NASL de 1974 sobre los Toros de Miami. En 1976, un George Best desvanecido firmó junto a Ron Davies y jugó desde 1976 hasta 1978. En 1979 la asistencia alcanzó su punto máximo (con una asistencia promedio de alrededor de 14,000) cuando el mánager Rinus Michels contrató a la superestrella holandesa Johan Cruyff que ganó el premio al Jugador Más Valioso de la NASL en su primer año con los Aztecs. En 1981, su última temporada, los Aztecas fueron manejados por el exdirector técnico brasileño Cláudio Coutinho, quien murió luego de que la temporada terminara como resultado de un accidente de buceo en Brasil.

## Jugadores

### Jugadores destacados
| - Manuel Rodríguez Vega (1974) - Juli Veee (1975) - Miro Rys (1977) - George Best (1977–1978) - Colin Boulton (1979) - Charlie Cooke (1976–1978) - Johan Cruyff (1979–1980) - Steve David (1977–1978) - Ramon Moraldo (1974–1976) - Anthony Douglas (1974–1975) - Alan Kelley (1976) - Bob Rigby (1977-1979) - Bob Bolitho (1979) | - Angelo DiBernardo (1979) - Larry Hulcer (1979) - Gary Etherington (1980) - Noel Llewellyn (1979) - Javier Aguirre (1980–1981) - Željko Bilecki (1980–1981) - John McGrane (1977–1981) - Hugo Pérez (1981-1982) - Mike McLenaghen (1981) - Thomas Rongen (1979–1980) - Franciszek Smuda (1978) - Ramón Mifflin (1978) - Wim Suurbier (1979-1981) - Santiago Formoso (1979-1980) |